# Itáliai hadjárat (1796–1797)
Az itáliai hadjárat (1796–1797) a Bonaparte tábornok által vezetett katonai műveletek sorozata, amelyeket az ún. Itáliai hadsereg élén, az első koalíciós háború során, az első francia köztársaság nevében a többi európai ancien régime monarchiák, különösen a Habsburg Birodalom, a Szárd Királyság, a Német-római Birodalom és a Pápai állam ellen folytatott.

## Előzmények
Amióta Napóleon vendémiaire 13-án leverte az ellenforradalmat, a köztársaság felfigyelt rá. A fiatal tábornok próbálta meggyőzni a direktóriumot, hogy támadják meg a Habsburg Birodalmat és Itáliát, mielőtt még ők teszik meg. A Direktóriumnak nem nagyon tetszett az ötlet, de úgy gondolták, hasznos lehet, mert akkor a Habsburg Birodalom nem tudja minden erejét a német földön állomásozó francia hadseregre összpontosítani. Így Bonaparte tábornok 1796. február 23-án az itáliai hadsereg főparancsnoka lett.

## A hadjárat
Amikor Bonaparte megérkezett a sereghez, szemlét rendelt el, s rájött, hogy más tábornok miért nem vágyott oda. Az emberekre rossz volt ránézni, de Bonaparte rendbeszedte őket. Adott nekik lábbelit, élelmet, s megtisztította seregét a rablóktól. 1796. április elején átkelt az Alpokon. 5-e és 9-e között a hadsereg már olasz földön állt, s hamar szembetalálta magát a Habsburg Birodalommal. Ekkor zajlott le a montenottei csata. A franciák néhány óra leforgása alatt szétvertek az osztrák csapatok egy részét, a másikat pedig a millesimói csata folyamán. Két nappal később a piemonti csapatokra is ez várt. Bonaparte hat nap alatt hat győzelmet aratott. Végleg legyőzte a Szárd Királyságot, és megkötötte a békeszerződést. Május 10-én újra megverte az osztrákokat Lodinál, s május 15-én bevonult Milánóba. Bonaparte folytatta előrenyomulását, Murat lerohanta Livornót, ugyanakkor Augereau bevonult Bolognába. Június közepén Bonaparte személyesen foglalta el Modenát, majd egész Toszkánát.
Miután az elfoglalt városokat kifosztotta, felvonult Mantova ellen. A város fontos volt természeti fekvéséért és erődítményéért, amelyet Európa egyik legerősebb váraként tartottak számon.

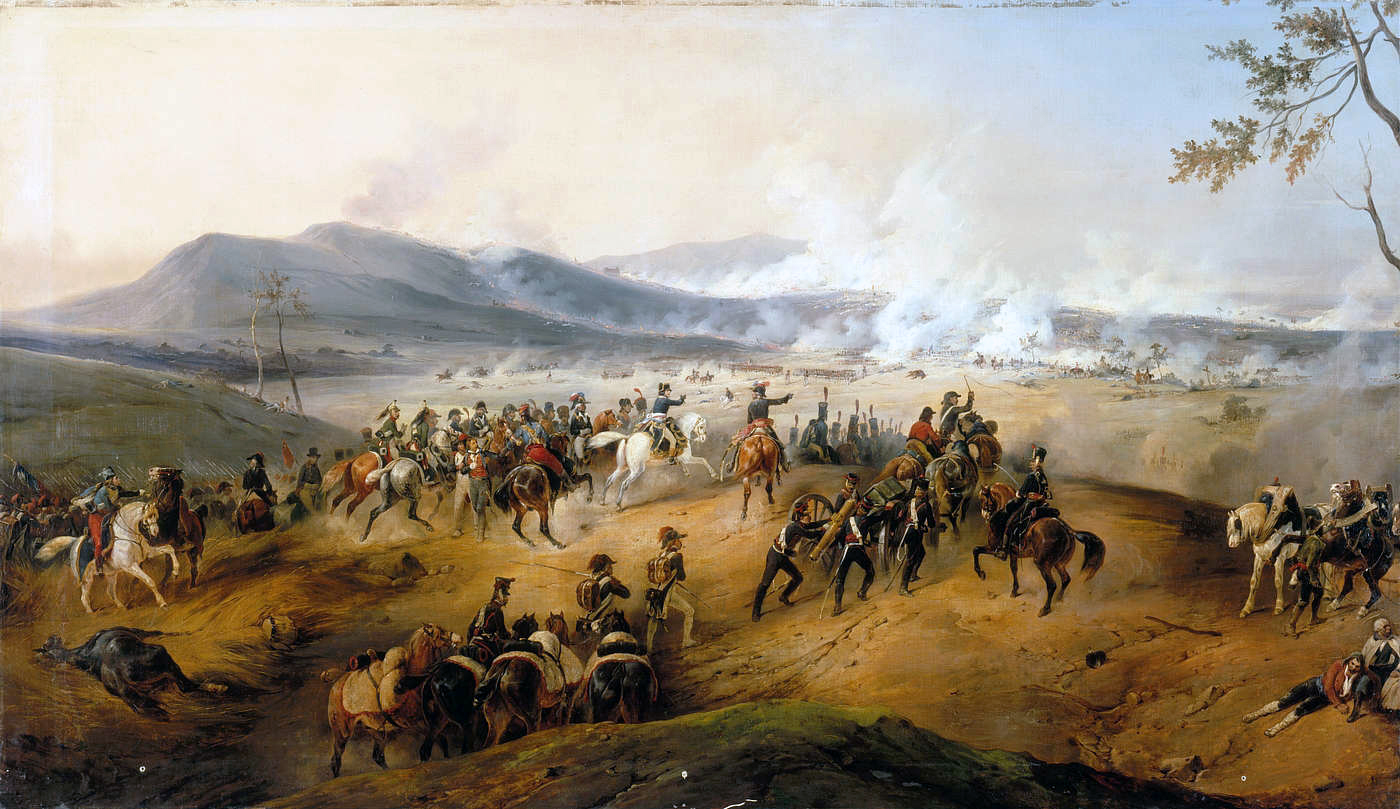
Bonaparte összecsap Wurmserrel

Alig kezdődött meg az ostrom, Bonaparte hírt kapott, hogy Wurmser 30 000 főnyi sereggel közeledik Mantova felmentésére. Ugyanakkor még nagyobb bajba kerültek, mert Piemont is fellázadt és elvágta az utánpótlást, amelyet ő várt hazulról. 29 000 embert tartalékba helyezett, 16 000 katonát pedig felvonultatott Mantova ellen. André Massénát küldte Wurmser ellen, aki visszaverte a franciák támadását. Bonaparte utána Pierre Augereau-t küldte Wurmser megállítására, de ő is kudarcot vallott. A franciák helyzete kétségbeejtő lett. Wurmser már győzelmét ünnepelte, s közben bevonult Mantovába. Azonban az a hír érkezett hozzá, hogy Bonaparte teljes seregével egy másik osztrák hadoszlopra támadt, amely megpróbálta elvágni a franciák Milánóval való összeköttetéseit. Bonaparte három egymást követő csatában feltörte a hadoszlopot. Wurmser erre kivonult Mantovából (pont ahogy Bonaparte várta) és augusztus 5-én a castiglionei csata során nagy veszteséget szenvedett. Bonaparte újra nekilátott Mantova ostromának. Eközben az osztrákok felmentő sereget szerveztek Alvinczi József vezetésével. Alvinczi hadserege ugyan főként újoncokból és kevés tapasztalattal rendelkező tisztekből állt, mégis sikerült legyőznie Bonapartét Bassanónál november 6-án és Caldierónál november 12-én. Végül Bonaparte 28 500 emberrel Alvinczi elé sietett, 8300 fő tovább ostromolta Mantovát, 4000 embert pedig tartalékba helyezett. Alvinczinak sokkal nagyobb hadsereg állt rendelkezésére. 1796. november 15-én Bonaparte minden erejével megtámadta az osztrákokat. Ez volt az arcolei csata.

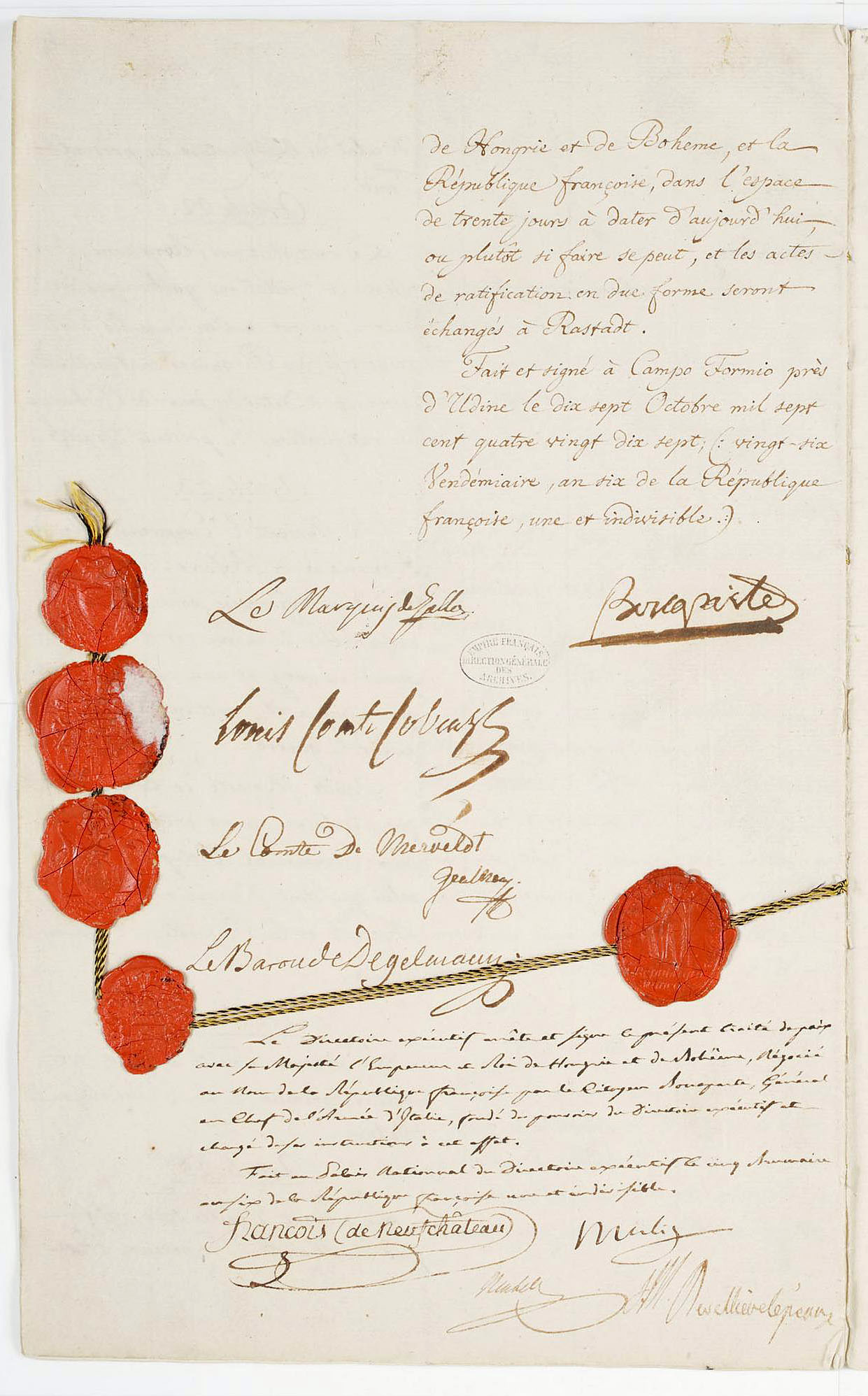
Campo Formió-i béke

A véres küzdelem két napig tartott. A csata végén Alvinczi teljes vereséget szenvedett. Másfél hónappal az ütközet után az osztrákok visszavágásra készültek. A hadjárat sorsa 1797. január 14–15. között eldőlt a rivoli csata folyamán, amikor Alvinczi újra veszített. Két és fél héttel később Mantova is megadta magát. Bonaparte ezután északra vonult, és az osztrák örökös tartományokat fenyegette. 1797 kora tavaszán legyőzte Károly főherceget is. Bécsben kitört a pánik; „Hannibal ante portas” – Bonaparte Tirolban van! Bonaparte holnap bevonul Bécsbe. Ilyen és ehhez hasonló híresztelések járták be a császárvárost. De ez nem következett be, ugyanis Bonaparte tábornoknak nem ez volt a terve. 1797. április elején hivatalos levelet kapott Bécsből, hogy Ferenc császár békét kér. Mielőtt a fegyverszünetet megkötötték volna, Bonaparte végzett Rómával is. A fiatal tábornok az első csatában tönkreverte a pápai állam seregeit. Ezután a városok sorra adták meg magukat. Bonaparte nem ütközött több ellenállásba. VI. Piusz pápa könyörgő levelet írt neki, mire ő hamar tudtukra adta a követeknek, hogy csak a feltétel nélküli megadást fogadja el.
1797. február 19-én megkötötték a békét, amely szerint a pápa 30 millió frank hadisarcot fizet, és kiszolgáltatja múzeumainak legszebb kincseit. Bonaparte győzelme ellenére nem vonult be Rómába, és nem záratta börtönbe a pápát (ezt egy évvel később már megtette), ugyanis úgy gondolta, hogyha kegyetlenül bánik az egyházfővel, az nyilván ellen fordítaná Közép- és Észak-Itália katolikus lakosságát, ami viszont veszélyeztetné Bonaparte hátországának összeköttetéseit és visszavonulási útvonalát. Ezek után sietve visszatért Észak-Itáliába, hogy megkösse a békét Ausztriával. Az osztrákok az egyik legügyesebb diplomatájukat, Cobenzlt küldték. Bonaparte fittyet hányva a Direktórium kérésére, ő maga ment el a tárgyalásokra, komoly diplomáciai tehetségét ezúttal is bebizonyította. 1797. október 17-én aláírták a Campo Formió-i békeszerződést. A béke hírét Párizsban hatalmas üdvrivalgással fogadták. Európa Bonaparte nevétől visszhangzott.